# دوغلاس روبنسون (كاتب)
دوغلاس روبنسون (بالإنجليزية: Douglas Robinson)‏ هو لغوي ومترجم وكاتب أمريكي، ولد في 30 سبتمبر 1954 في لافاييت في الولايات المتحدة.